# Rhogeessa tumida
Rhogeessa tumida (H. Allen, 1866) è un pipistrello della famiglia dei Vespertilionidi diffuso in America settentrionale e centrale.

## Descrizione

### Dimensioni
Pipistrello di piccole dimensioni, con la lunghezza della testa e del corpo tra 38 e 50 mm, la lunghezza dell'avambraccio tra 29 e 31 mm, la lunghezza della coda tra 27 e 33 mm, la lunghezza del piede tra 5 e 8 mm, la lunghezza delle orecchie tra 11 e 14 mm e un peso fino a 5 g.

### Aspetto
La pelliccia è corta e liscia. Le parti dorsali sono bruno-giallastre con la base dei peli gialla, mentre le parti ventrali variano dal giallo chiaro al color crema. Il muso è largo, dovuto alla presenza di due masse ghiandolari sui lati. Le orecchie sono relativamente corte, triangolari e con l'estremità arrotondata. Nei maschi sono presenti delle masse ghiandolari alla base della superficie dorsale anteriore delle orecchie. Il trago è lungo, sottile ed appuntito. Le membrane alari sono relativamente ispessite e attaccate posteriormente alla base delle dita dei piedi, i quali sono lunghi meno della metà della tibia. La punta della lunga coda si estende leggermente oltre l'uropatagio, il quale è cosparso di pochi peli sulla superficie dorsale fino all'altezza delle ginocchia. Il calcar è ben sviluppato e carenato. Il cariotipo è 2n=34 FN=50.

### Ecolocazione
Emette ultrasuoni sotto forma di impulsi di breve durata con massima energia a 50-60 kHz.

## Biologia

### Comportamento
Si rifugia in edifici e cavità degli alberi. L'attività predatoria inizia molto presto la sera e solitamente dura per un'ora dopo il tramonto e un'altra prima dell'alba.

### Alimentazione
Si nutre di insetti volanti.

### Riproduzione
Le nascite avvengono poco prima della stagione delle piogge. Danno alla luce due piccoli alla volta.

## Distribuzione e habitat
Questa specie è diffusa dallo stato messicano orientale del Tamaulipas attraverso il Belize, Guatemala, Honduras, El Salvador, Nicaragua fino alla Costa Rica nord-occidentale.
Vive in diversi tipi di habitat, dalle foreste decidue o sempreverdi alle aree aperte e nei villaggi fino a 1 500 metri di altitudine.

## Conservazione
La IUCN Red List, considerato il vasto areale, la popolazione presumibilmente numerosa, la presenza in diverse aree protette e la tolleranza alle modifiche ambientali, classifica R.tumida come specie a rischio minimo (Least Concern)).